# A Közép-afrikai Köztársaság világörökségi helyszínei
A Közép-afrikai Köztársaság területéről eddig két helyszín került fel a világörökségi listára, további kilenc helyszín a javaslati listán várakozik a felvételre.
| | Manovo-Gounda St. Floris Nemzeti Park |
| 1988 |                                       |
| Veszélyeztetett világörökségi helyszínek listájára került: 1997 |                                       |
| Természeti (IX)(X) |                                       |
| Védett terület: 1 740 000 ha, hivatkozás: 475 |                                       |
| Az ország északi vidékén elterülő 1 740 000 hektáros természetvédelmi terület egy részét már 1933-ban nemzeti parkká nyilvánították. Jelentőségét gazdag növény- és állatvilága adja, különösen a vízimadarak és a nagy testű állatok. A park az élőhelyek szempontjából három részre osztható, az északon elterülő füves síkságokra, amelyek az esős évszakban víz alá kerülnek, a középső, szavannával borított sávra, délen pedig a homokkőből álló hegyekre. A szavannás területen fekete orrszarvúk, afrikai elefántok, gepárdok, leopárdok, hiénakutyák, vörös homlokú gazellák és kafferbivalyok élnek. A parkban 320 madárfajt azonosítottak, ezek között 25 ragadozó, például a lármás rétisas. Az északi állóvizeknél sok költöző madár talál pihenőhelyet vagy átmeneti lakhelyet. Itt egy körülbelül 2000 négyzetkilométeres területen marabuk, fehér pelikánok, gólyák osztoznak vízilovakkal, zsiráfokkal és főemlősökkel. A parkban az erőfeszítések ellenére a többi állat mellett orvvadászat áldozatául esnek a fokozottan védett orrszarvúk és erdei elefántok is, az 1990 években a vadállomány négyötödével csökkent. Az állatokra ezen kívül veszélyt jelent élőhelyük nagyságának csökkenése is, mivel a park egyre nagyobb területét használják fel haszonállatok legeltetésére.A védett területen folytatott legeltetés és orvvadászat miatt a Manovo-Gounda St. Floris Nemzeti Park helyszín 1997-ben felkerült a veszélyeztetett világörökségi helyszínek listájára |                                       |

| | Sangha Nemzeti Park (Sangha Trinational) |
| Kamerun, a Közép-afrikai Köztársaság és a Kongói Köztársaság közös világörökségi helyszíne |                                          |
| Felvétel: 2012 |                                          |
| Természeti (IX)(X) |                                          |
| Hivatkozás: 1380, védett terület: 746 309 ha, pufferzóna: 1 787 950 ha |                                          |
| A Kongó-medence északnyugati részén 750 000 hektáron fekvő Sangha Trinational a Közép-afrikai Köztársaság, a Kongói Köztársaság és Kamerun közös világörökségi helyszíne. A három ország találkozási pontjánál kialakított természetvédelmi terület három részből áll, ezek a Lobéké Nemzeti Park Kamerunban, a Dzanga-Ndoki Nemzeti Park a Közép-afrikai Köztársaságban és a Nouabalé-Ndoki Nemzeti Park Kongóban. A parkok egy sokkal nagyobb erdős térségben helyezkednek el, ahol egy 1790 000 hektáros puffer zónát jelöltek ki a védelmére. A puffer zóna része a Dzanga-Sanga Erdei Rezervátum, ami a Dzanga-Ndoki nemzeti park két különálló részét köti össze. Sangha Trinational legnagyobb része mentes az emberi tevékenységtől, érintetlen trópusi esőerdő, gazdag és változatos növény- és állatvilággal. Az erdő egyes részét örökzöld növények borítják, már részei állandóan mocsaras illetve periodkusan víz alá kerülő területek. A park védelmet nyújt olyan ritka és veszélyeztetett fajoknak mint a síkvidéki gorilla, az erdei elefánt, a csimpánz, valamint több antilopfajnak, köztük a szitutungának és a bongónak. |                                          |

## Javasolt helyszínek
| Név                                                                            | Kép | Típus      | Kritérium | Év.  | Hiv. |
| ------------------------------------------------------------------------------ | --- | ---------- | --------- | ---- | ---- |
| Bangui város gyarmatkori épületei és az Oubangui folyó                         |     | kulturális | -         | 2006 |      |
| Az Aka pigmeusok erdője és lakótáborai                                         |     | kulturális | -         | 2006 |      |
| Mbaéré-Bondingué Rezervátum                                                    |     | természeti | IX, X     | 2006 |      |
| Sénoussi szultán erődített palotája, Kaga-Kpoungouvou barlangjai, Ndélé városa |     | kulturális | -         | 2006 |      |
| Az Mbi zuhatagjai                                                              |     | természeti | VII       | 2006 |      |
| Lengo sziklarajzai                                                             |     | kulturális | -         | 2006 |      |
| Bouar megalitjai                                                               |     | kulturális | -         | 2006 |      |
| Bangui fémfeldolgozó helyei                                                    |     | kulturális | -         | 2006 |      |
| A zingai vasút maradványai                                                     |     | kulturális | -         | 2006 |      |